# Release Management
Inden for softwareudvikling handler release management (håndtering af udgivelser) om hvordan man udgiver nye versioner af software, så man kan tage hensyn til opdateringer og ændringer i softwaren. Her indvirker den anvendte softwareudviklingsmetodik og dens faser. For eksempel vil man have forskellige kriterier til betaversioner, Release Candidates (RC'er), sikkerhedsopdateringer og 
Release management sørger blandt andet for at ændringer til softwaren, som er relaterede, holdes sammen så de kan implementeres, afprøves og udgives samlet. Her benyttes en række systemer til versionsstyring, fejlhåndtering, kvalitetskontrol og distribution.
Et andet aspekt ved release management er at man kan etablere procedurer i organisationer, så opdatering af software ikke forårsager unødvendig forstyrrelse eller nedetid. Dette løses ved tidsplaner, ansvarsfordeling, afprøvning, gradvis udrulning, mulighed for at falde tilbage på tidligere løsninger og protokoller for kommunikation.